# Sociedad Deportiva Cultural San Antonio
La Sociedad Deportiva Cultural San Antonio (1955-2013), fue un equipo español de balonmano de Pamplona (Navarra), fundado en 1955, que participó en la Liga Asobal durante 20 temporadas, hasta su extinción en 2013.

## Historia

### Ascenso a la élite
El 28 de mayo de 1989 consigue el ascenso a la División de Honor "A" en Pamplona en el Pabellón Arrosadía contra el Ciudad Real, en el cual Bata Obucina marcó 16 goles. Dirigidos por Zupo Equisoain. En la Liga Asobal el equipo se llamó Mepamsa San Antonio estando cuatro temporadas y renunciando a la máxima categoría por problemas económicos.
Tras dos años en la División de Honor B, el Ariston San Antonio obtiene en Oviedo el ascenso a la Liga Asobal. Dirigidos por David García, ganaron al Ciudad de Naranco por 19-24. Durante estas dos temporadas, el serbio Goran Dzokic fue el máximo goleador del equipo, siendo un jugador clave en la historia del club, llegando a marcar 16 goles en un mismo partido, contra el Sant Esteve (35-41).

### Época dorada
- 14 de febrero de 1999

El Portland San Antonio conquista el primer título de su historia, al ganar la Copa del Rey al FC Barcelona por 32-29 en el Polideportivo Pisuerga de Valladolid. Chechu Villaldea recibe el premio al mejor jugador del campeonato.
- 30 de abril de 2000

El primer título europeo del equipo navarro. El club español logra ganar la Recopa de Europa ante el Dunaferr húngaro, tras ganar en el partido de ida en Pamplona por 28-19, y perder en Hungría 26-20.
- 28 de abril de 2001

El Portland San Antonio conquista la Copa de Europa tras mantener en el Palau Blaugrana (pabellón del FC Barcelona) la ventaja conseguida en el partido de ida en Pamplona (30-24 en Pamplona y derrota por 25-22 en Barcelona)

### Desaparición
Con graves problemas económicos a lo largo de más de una temporada, el 19 de julio de 2012, Doroteo Vicente (presidente en aquel momento) anunció la renuncia del equipo de participar en la liga Asobal. Este se trasladó a la liga 1.ª nacional, arrebatándole la plaza al CD Ardoi, que era su filial. El 28 de agosto de ese mismo año, el ya mencionado presidente convocó una asamblea de socios del club. En dicha reunión se informó, entre otras cosas, de la situación de la entidad, cuya deuda ascendía a 1,3 millones de euros. El 15 de marzo de 2013, los antiguos directivos de la sociedad decidieron asumir parte de la deuda y la sociedad deportiva cultural San Antonio desapareció oficialmente.

### Fundación del nuevo San Antonio Balonmano
El 29 de julio de 2017 se funda el San Antonio Balonmano Club Deportivo. Comenzó su andadura en la Primera Nacional. Esto fue posible tras llegar a un acuerdo con el Balonmano Maristas de Pamplona, que había conseguido el ascenso por méritos deportivos de la 2.ª Nacional Navarra a la Primera Estatal.

## Palmarés

### Torneos internacionales
| Competición               | Títulos           | Subcampeonatos    |
| ------------------------- | ----------------- | ----------------- |
| Liga de Campeones (1/2)   | 2000-01.          | 2002-03, 2005-06. |
| Recopa de Europa (2/0)    | 1999-00, 2003-04. |                   |
| Supercopa de Europa (1/1) | 1999-00           | 2001-02.          |

### Torneos nacionales
| Competición               | Títulos                    | Subcampeonatos                                        |
| ------------------------- | -------------------------- | ----------------------------------------------------- |
| Liga Asobal (2/3)         | 2001-02, 2004-05.          | 1997-98, 1999-00, 2006-07.                            |
| Copa del Rey (2/1)        | 1998-99, 2000-01.          | 1997-98.                                              |
| Copa Asobal (0/6)         |                            | 1999-00, 2000-01, 2001-02, 2004-05, 2005-06, 2006-07. |
| Supercopa de España (3/1) | 2001-02, 2002-03, 2005-06. | 1999-00.                                              |

## Plantilla 2011-2012
Entrenador : Juanto Apezetxea
| Nº | NOMBRE                  | EDAD | TALLA | NACIONALIDAD                | POSICIÓN          |
| 1  | Radivoje Ristanovic     | 29   | 1,98  | Bandera de Serbia           | Portero           |
| 2  | Vasko Sevaljevic        | 23   | 1,93  | Bandera de Montenegro       | Lateral izquierdo |
| 3  | Gedeón Guardiola        | 27   | 1,99  | Bandera de España           | Pivote            |
| 4  | David Jiménez           | 23   | 1,87  | Bandera de España           | Extremo derecho   |
| 5  | Niko Mindegía           | 23   | 1,82  | Bandera de España           | Central           |
| 6  | Iñaki Peciña            | 23   | 2,00  | Bandera de España           | Pivote            |
| 8  | Julen López             | 24   | 1,86  | Bandera de España           | Extremo izquierdo |
| 9  | David Rasic             | 25   | 1,99  | Bandera de Serbia           | Lateral izquierdo |
| 10 | Ibai Meoki              | 23   | 1,82  | Bandera de España           | Central           |
| 11 | Víctor Álvarez          | 30   | 1,88  | Bandera de España           | Central           |
| 12 | Herdeiro Lucau          | 24   | 1,93  | Bandera de Suecia           | Portero           |
| 13 | Iso Sluijters           | 21   | 1,90  | Bandera de los Países Bajos | Lateral derecho   |
| 14 | Danimir Curkovic        | 27   | 1,96  | Bandera de Serbia           | Lateral izquierdo |
| 15 | Adrián Crowley          | 23   | 1,87  | Bandera de España           | Extremo izquierdo |
| 16 | Álvaro Amezqueta        | 18   | 1,80  | Bandera de España           | Portero           |
| 17 | Iñaki Iriarte           | 24   | 1,77  | Bandera de España           | Central           |
| 18 | Iñaki Miquele           | 21   | 1,94  | Bandera de España           | Lateral izquierdo |
| 22 | Luis Felipe Jiménez     | 22   | 1,93  | Bandera de España           | Lateral derecho   |
| 88 | Alberto Aguirrezabalaga | 23   | 1,82  | Bandera de España           | Extremo derecho   |
| -- | ----------------------- | ---- | ----- | --------------------------- | ----------------- |

| Altas - Iñaki Peciña desde el CBM Torrevieja - Iso Sluijters desde el HC Erlangen - Luis Felipe Jiménez desde el Obearagón BM Huesca - David Jiménez desde el Escubal Badajoz - Julen López desde el Helvetia Anaitasuna - Danimir Curkovic desde el BM Antequera | Bajas - Javier Humet al CAI BM Aragón - Eloy González al CBM Torrevieja - Javier Borragán al Helvetia Anaitasuna - Arkaitz Vargas al Octavio Pilotes Posada - Santiago Urdiales al ADC Cátedra 70 |

### Destino de la antigua plantilla  en 2012-2013
Tras la desaparición:
- Gedeón Guardiola al Rhein Neckar Lowen
- Niko Mindegia al Naturhouse La Rioja
- Ibai Meoki al Helvetia Anaitasuna
- Adrián Crowley al Bidasoa Irún
- Radivoje Ristanovic al Al Alhi
- Iñaki Peciña al Cuatro Rayas Valladolid
- Herdeiro Lucau al IFK Kristianstad
- Luis Felipe Jiménez al ARS Palma del Río

## Pabellón
- Nombre: Pabellón Universitario de Navarra
- Ciudad: Pamplona
- Aforo: 3000 espectadores, ampliable hasta 3500
- Dirección: Campus Arrosadía, s/n

## Otras secciones
El club también poseyó un equipo de hockey sobre patines en Primera División Nacional, así como un equipo de Patinaje de velocidad. A mediados de 2012 , se desvincularon para no tener que cargar con la enorme deuda sobre la entidad.

## Patrocinadores
- 1968-1969: Kaiku, Primera División, dos temporadas.
- 1971-1972: Werner, Primera División, una temporada.
- 1972-1977: Schweppes, División de Honor, cinco temporadas.
- 1977-1978: Sin Patrocinio, División de Honor, una temporada.
- 1978-1979: Reynolds, División de Honor, una temporada.
- 1979-1980: Ronkari, División de Honor, una temporada.
- 1980-1981: Chistu, Primera División, una temporada.
- 1981-1982: Berberana, Primera División, una temporada.
- 1982-1983: Vinos de Navarra, Primera División, una temporada.
- 1983-1984: Garsa, Primera División, una temporada.
- 1984-1987: Larios, Primera División, tres temporadas.
- 1987-1989: Espárragos de Navarra, 1.ª División, dos temporadas.
- 1989-1993: Mepamsa, Div.Honor, (ASOBAL), cuatro temporadas.
- 1993-1994: Proedina, Primera División, una temporada.
- 1994-1995: Ariston, Primera División B, una temporada.
- 1995-1997: Lagun Aro, División de Honor, (ASOBAL), dos temporadas.
- 1997-2008: Cementos Portland, División de Honor, (ASOBAL), nueve temporadas.
- 2009-2010: Reyno de Navarra, División de Honor, (ASOBAL) , una temporada.
- 2009-2012: Amaya Sport, División de Honor, (ASOBAL).
- 2017-Actualidad: Jacar, Primera Nacional.